# Scott Aukerman

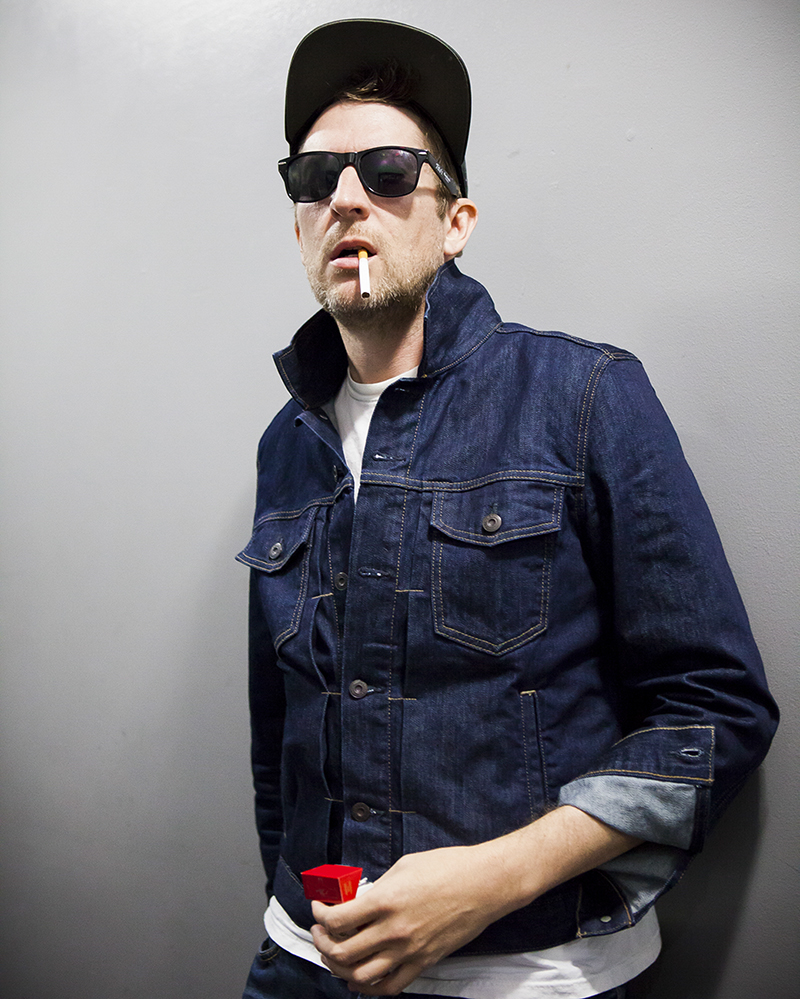
Scott Aukerman (2014)

Scott Aukerman (Savannah, 2 luglio 1970) è uno sceneggiatore, produttore cinematografico, regista e attore statunitense.

## Biografia
Aukerman è nato il 2 luglio 1970 a Savannah, Georgia, dai genitori Burt e Linda Aukerman. Suo padre era un pilota per la National Guard of the United States, aveva combattuto nella Guerra del Vietnam ed era stazionato a Savannah. Poco dopo la sua nascita, la famiglia si trasferì nella contea di Orange, in California. Ha frequentato la Cypress High School e la Orange County School of the Arts, dove ha studiato recitazione e teatro musicale, dedicandosi anche alla scrittura di opere teatrali nel tempo libero. Aukerman è cresciuto in un ambiente fortemente religioso, frequentando una chiesa battista tre volte alla settimana fino al periodo universitario.
Ha condotto un programma televisivo di accesso pubblico chiamato Centurion Highlights, ispirato alla mascotte della scuola. In un'intervista del 2015, Aukerman ha dichiarato: "Sto ancora conducendo quel medesimo show, solo che ora con celebrità al posto della mensa della mia scuola superiore." Ha inoltre formato, per un breve periodo, una band intitolata The Naked Postmen insieme ad Adrian Young, che in seguito sarebbe diventato il batterista dei No Doubt.
Durante il periodo in cui frequentava l'Orange Coast College a Costa Mesa, lui e lo studente B. J. Porter iniziarono a scrivere insieme mentre scriptavano e recitavano in un programma radiofonico chiamato Lutz Radio.

## Carriera
Dopo un breve periodo di studi al Pacific Conservatory of the Performing Arts e un tour nazionale come attore di teatro musicale, nel 1995, su richiesta degli amici, Aukerman e Porter iniziarono a esibirsi al The Comedy Store di Los Angeles con il nome The Fun Bunch, scelto per parodiare i gruppi di improvvisazione dell'epoca.
Il co-creatore di Mr. Show, Bob Odenkirk, assistette alla seconda esibizione e presto coinvolse il duo per scrivere e talvolta esibirsi nello show nella sua quarta stagione. Questo contributo portò nel 1999 a una nomination agli Emmy per Aukerman e l'intero staff. Aukerman apparì sporadicamente nello show, distinguendosi in particolare nel ruolo del modello Theo Brixton nello sketch per Taint Magazine.
Dopo la cancellazione dello show, Aukerman e Porter si dedicarono a scrivere sceneggiature per film e televisione, in particolare per Run Ronnie Run! e per la prima bozza del film Tenacious D e il destino del rock. Nel 2004, lui e Porter ricevettero un credito per i "dialoghi aggiuntivi" nel lungometraggio d'animazione Shark Tale. Successivamente, lavorarono a una sceneggiatura non prodotta per il sequel, nonché a un film spin-off di Shrek incentrato sul personaggio de Il Gatto con gli Stivali.
Nel 2007, una sceneggiatura per un lungometraggio scritta insieme a Porter e Odenkirk, intitolata Kanan Rhodes: Unkillable Servant of Justice, fu acquistata da MTV Films con l'intenzione di avere Rainn Wilson come protagonista, anche se al momento il progetto non è ancora stato realizzato. Sempre nel 2007, Aukerman pubblicò quello che definì un "disco da barzellette", Scott Aukerman's Koo Koo Roo's Greatest Hits, in cui lui e Jon Schroeder, scrittore del programma di Sarah Silverman, gridavano sopra canzoni soft rock contemporanee. Questo progetto fu distribuito in edizione limitata da AST Records.
Nel 2009, Aukerman e Porter hanno scritto una sceneggiatura pilota per NBC, intitolata Privates. La rete ha infine deciso di non proseguire con lo show. Quell'anno, Aukerman ha assunto il ruolo di capo-sceneggiatore per gli MTV Movie Awards 2009 e ha prodotto esecutivamente, oltre a co-scrivere, un pilota per Comedy Central, intitolato The New Andy Dick Show. Anche in questo caso, la rete ha deciso di non ordinarlo come serie.
Nel 2010, Aukerman ha scritto la sceneggiatura di un lungometraggio per l'amico Zach Galifianakis per Fox, e insieme a Patton Oswalt ha co-scritto un pilota televisivo per la stessa rete, che alla fine è stato scartato. Successivamente, nello stesso anno, Aukerman si è unito a un "writers lab", occupandosi della scrittura di sceneggiature per Imagine Entertainment.

## Vita privata
Dal 2008, Aukerman è sposato con Kulap Vilaysack. Nel 2022, Aukerman e Vilaysack hanno avuto una figlia.
Aukerman è dichiarato da tempo un grande appassionato di fumetti e ha scritto e co-scritto diversi titoli, tra cui numeri di Astonishing Spider-Man, X-Men e Secret Wars. In passato collezionava DVD ed è un appassionato frequentatore di sale cinematografiche e del mondo del cinema in generale.

## Filmografia

### Creatore e produttore

#### Televisione
- Comedy Bang! Bang! – serie TV, 110 episodi (2012-2016)

#### Cinema
- Run Ronnie Run!, regia di Troy Miller (2002)
- Austin Powers in Goldmember, regia di Jay Roach (2002)
- Melvin Goes to Dinner, regia di Bob Odenkirk (2003)
- Shark Tale, regia di Vicky Jenson, Bibo Bergeron e Rob Letterman (2004)
- Between Two Ferns - Il film (Between Two Ferns: The Movie), regia di Scott Aukerman (2019)
- Weird - La storia di Al Yankovic (Weird: The Al Yankovic Story), regia di Eric Appel (2022)